# Rusajny
Rusajny (deutsch Roschenen) ist ein Ort in der polnischen Woiwodschaft Ermland-Masuren. Er gehört zur Gmina Sępopol (Stadt- und Landgemeinde Schippenbeil) im Powiat Bartoszycki (Kreis Bartenstein).

## Geographische Lage
Rusajny liegt in der nördlichen Mitte der Woiwodschaft Ermland-Masuren, acht Kilometer östlich der Kreisstadt Bartoszyce (deutsch Bartenstein).

## Geschichte
Erstmals erwähnt wurde Russien – vor 149 Rossigeyn und vor 1912 Roschehnen genannt – im Jahre 1411. Der Ort mit seinem großen Gut mit Park und Teich entwickelte sich zu einem langgezogenen Straßendorf. Als im Jahre 1874 der Amtsbezirk Landskron im ostpreußischen Kreis Friedland (ab 1927: Kreis Bartenstein) errichtet wurde, wurde der Gutsbezirk Roschenen ein Teil desselben.
Im Jahre 1905 zählte Roschenen 103 Einwohner. Im Jahre 1910 waren es 95.
Am 30. September 1928 verlor der Gutsbezirk Roschenen seine Eigenständigkeit, als er sich mit den Landgemeinden Groß Söllen (polnisch Szylina Wielka) und Klein Söllen (Szylina Mała) und den Gutsbezirken Grundmühle (Grąd) und Liesken (Liski) zur neuen Landgemeinde Söllen zusammenschloss.
Im Zuge der Überstellung des gesamten südlichen Ostpreußen an Polen in Kriegsfolge im Jahre 1945 erhielt Roschenen die polnische Namensform „Rusajny“. Das Dorf ist heute ein Teil der Stadt- und Landgemeinde Sępopol (Schippenbeil) im Powiat Bartoszycki (Kreis Bartenstein), 1975 bis 1998 der Woiwodschaft Olsztyn, seither der Woiwodschaft Ermland-Masuren zugeordnet.

## Kirche
Bis 1945 war Roschenen in die evangelische Kirche Schippenbeil in der Kirchenprovinz Ostpreußen der Kirche der Altpreußischen Union, außerdem in die römisch-katholische Kirche St. Bruno Bartenstein im damaligen Bistum Ermland eingepfarrt.
Heute gehört Rusajny katholischerseits weiterhin zu Bartoszyce, jetzt im Erzbistum Ermland gelegen, und auch evangelischerseits zur Kreisstadt, deren Kirchengemeinde eine Filialgemeinde von Kętrzyn (Rastenburg) in der Diözese Masuren der Evangelisch-Augsburgischen Kirche in Polen ist.

## Verkehr
Rusajny liegt an einer Nebenstraße, die die Städte Sępopol (Schippenbeil) und Bartoszyce (Bartenstein) miteinander verbindet. Vom Nachbarort Liski (Liesken) führt außerdem eine Straße nach Rusajny.
Eine Anbindung an den Bahnverkehr gibt es nicht.